# Labastide-Monréjeau
Labastide-Monréjeau é uma comuna francesa na região administrativa da Nova Aquitânia, no departamento dos Pirenéus Atlânticos. Estende-se por uma área de 8,22 km². Em 2010 a comuna tinha 615 habitantes (densidade: 74,8 hab./km²).